# Simone Missiroli
Simone Missiroli (* 23. května 1986) je bývalý italský profesionální fotbalista, který hrál na pozici záložníka.

## Klubová kariéra

### Reggina
Rodák z Reggio di Calabria, debutoval v Serii A v místním týmu Reggina 24. dubna 2005 proti Brescii Calcio. Sezónu 2008/09 strávil na hostování v Trevisu a následně se vrátil do Regginy, aby pomohl svému mateřskému klubu v sezóně 2009/10 v Serii B. V lednu 2011 odešel do Cagliari v rámci dočasné smlouvy za 1 milion eur.

### Sassuolo
Dne 4. ledna 2012 přestoupil do týmu Serie B US Sassuolo Calcio za 3,5 milionu eur. Před odchodem z Regginy byl Missiroli jedním z nejlepších střelců týmu v sezóně 2011/12. Missiroli byl také jmenován kapitánem týmu, pásku nesl při několika příležitostech, například právě v zápase proti Sassuolu.
Dne 11. ledna 2016 podepsal se Sassuolem novou smlouvu na 4 a půl roku.

### S.P.A.L.
Dne 17. srpna 2018 podepsal Missiroli smlouvu s klubem Serie A S.P.A.L.

### Cesena
Dne 26. září 2021 se připojil k týmu Serie C Cesena, kde podepsal smlouvu do konce sezóny.

## Reprezentační kariéra
Missiroli odehrál dva zápasy za italský národní tým do 20 let.

## Statistiky

### Klubové
Platí k zápasu hranému 22. prosince 2021.
| Klub                 | Sezóna            | Liga              | Liga   | Liga | Národní pohár | Národní pohár | Kontinentální | Kontinentální | Ostatní | Ostatní | Celkově | Celkově |
| Klub                 | Sezóna            | Soutěž            | Zápasy | Góly | Zápasy        | Góly          | Zápasy        | Góly          | Zápasy  | Góly    | Zápasy  | Góly    |
| -------------------- | ----------------- | ----------------- | ------ | ---- | ------------- | ------------- | ------------- | ------------- | ------- | ------- | ------- | ------- |
| Reggina              | 2004/05           | Serie A           | 4      | 0    | 1             | 0             | —             | —             | —       | —       | 5       | 0       |
| Reggina              | 2005/06           | Serie A           | 25     | 2    | 2             | 1             | —             | —             | —       | —       | 27      | 3       |
| Reggina              | 2006/07           | Serie A           | 22     | 0    | 5             | 0             | —             | —             | —       | —       | 27      | 0       |
| Reggina              | 2007/08           | Serie A           | 24     | 1    | 1             | 0             | —             | —             | —       | —       | 25      | 1       |
| Reggina              | 2008/09           | Serie A           | 0      | 0    | 1             | 0             | —             | —             | —       | —       | 1       | 0       |
| Reggina              | 2009/10           | Serie B           | 36     | 7    | 2             | 1             | —             | —             | —       | —       | 38      | 8       |
| Reggina              | 2010/11           | Serie B           | 22     | 4    | 1             | 0             | —             | —             | —       | —       | 23      | 4       |
| Reggina              | 2011/12           | Serie B           | 20     | 7    | 2             | 1             | —             | —             | —       | —       | 22      | 8       |
| Reggina              | Celkově           | Celkově           | 153    | 21   | 15            | 3             | 0             | 0             | 0       | 0       | 168     | 24      |
| Treviso (hostování)  | 2008/09           | Serie B           | 33     | 2    | 0             | 0             | —             | —             | —       | —       | 33      | 2       |
| Cagliari (hostování) | 2010/11           | Serie A           | 16     | 0    | 0             | 0             | —             | —             | —       | —       | 16      | 0       |
| Sassuolo             | 2011/12           | Serie B           | 20     | 2    | 0             | 0             | —             | —             | 2       | 0       | 22      | 2       |
| Sassuolo             | 2012/13           | Serie B           | 37     | 6    | 2             | 0             | —             | —             | —       | —       | 39      | 6       |
| Sassuolo             | 2013/14           | Serie A           | 27     | 1    | 2             | 0             | —             | —             | —       | —       | 29      | 1       |
| Sassuolo             | 2014/15           | Serie A           | 33     | 4    | 2             | 0             | —             | —             | —       | —       | 35      | 4       |
| Sassuolo             | 2015/16           | Serie A           | 24     | 2    | 1             | 0             | —             | —             | —       | —       | 25      | 2       |
| Sassuolo             | 2016/17           | Serie A           | 13     | 0    | 0             | 0             | 2             | 0             | —       | —       | 15      | 0       |
| Sassuolo             | 2017/18           | Serie A           | 35     | 1    | 2             | 1             | —             | —             | —       | —       | 37      | 2       |
| Sassuolo             | Celkově           | Celkově           | 189    | 16   | 9             | 1             | 2             | 0             | 2       | 0       | 202     | 17      |
| S.P.A.L.             | 2018/19           | Serie A           | 34     | 0    | 0             | 0             | —             | —             | —       | —       | 34      | 0       |
| S.P.A.L.             | 2019/20           | Serie A           | 34     | 1    | 2             | 0             | —             | —             | —       | —       | 36      | 1       |
| S.P.A.L.             | 2020/21           | Serie B           | 31     | 0    | 5             | 1             | —             | —             | —       | —       | 36      | 1       |
| S.P.A.L.             | Celkově           | Celkově           | 99     | 1    | 7             | 1             | 0             | 0             | 0       | 0       | 106     | 2       |
| Cesena               | 2021/22           | Serie C           | 13     | 0    | 0             | 0             | —             | —             | —       | —       | 13      | 0       |
| Celkově v kariéře    | Celkově v kariéře | Celkově v kariéře | 503    | 40   | 31            | 5             | 2             | 0             | 2       | 0       | 538     | 45      |